# Dundy County
Dundy County ist ein County im Bundesstaat Nebraska der Vereinigten Staaten. Der Verwaltungssitz (County Seat) ist Benkelman, das nach J.G. Benkelman benannt wurde, einem frühen Siedler in diesem Gebiet.

## Geographie
Das County liegt in der unteren südwestlichen Ecke von Nebraska, grenzt im Westen an Colorado, im Süden an Kansas und hat eine Fläche von 2385 Quadratkilometern, wovon 2 Quadratkilometer Wasserfläche sind. An das Dundy County grenzen folgende Countys:
|                        | Chase County             | Hayes County            |
| Yuma County (Colorado) |                          | Hitchcock County        |
|                        | Cheyenne County (Kansas) | Rawlins County (Kansas) |

## Geschichte
Dundy County wurde 1873 gebildet. Benannt wurde es nach dem Richter Elmer S. Dundy.
Ein Bauwerk des Countys ist im National Register of Historic Places eingetragen (Stand 10. Februar 2018), das Dundy County Courthouse.

## Demografische Daten

Alterspyramide des Dundy County

Nach der Volkszählung im Jahr 2000 lebten im Dundy County 2292 Menschen. Davon waren 87 Bewohner in Sammelunterkünften untergebracht, die anderen Einwohner lebten in 961 Haushalten und 637 Familien. Die Bevölkerungsdichte betrug 1 Einwohner pro Quadratkilometer. Ethnisch betrachtet setzte sich die Bevölkerung zusammen aus 97,0 Prozent Weißen, 0,8 Prozent amerikanischen Ureinwohnern, 0,5 Prozent Asiaten und 1,0 Prozent aus anderen ethnischen Gruppen; 0,8 Prozent stammten von zwei oder mehr Ethnien ab. 3,2 Prozent der Bevölkerung waren spanischer oder lateinamerikanischer Abstammung.
Von den 961 Haushalten hatten 27,8 Prozent Kinder und Jugendliche unter 18 Jahre, die bei ihnen lebten. 59,9 Prozent waren verheiratete, zusammenlebende Paare, 3,9 Prozent waren allein erziehende Mütter, 33,7 Prozent waren keine Familien, 30,9 Prozent waren Singlehaushalte und in 17,6 Prozent lebten Menschen im Alter von 65 Jahren oder darüber. Die Durchschnittshaushaltsgröße betrug 2,29 und die durchschnittliche Familiengröße lag bei 2,87 Personen.
Auf das gesamte County bezogen setzte sich die Bevölkerung zusammen aus 23,3 Prozent Einwohnern unter 18 Jahren, 5,7 Prozent zwischen 18 und 24 Jahren, 23,5 Prozent zwischen 25 und 44 Jahren, 25,1 Prozent zwischen 45 und 64 Jahren und 22,4 Prozent waren 65 Jahre alt oder darüber. Das Durchschnittsalter betrug 44 Jahre. Auf 100 weibliche Personen kamen 96,9 männliche Personen. Auf 100 Frauen im Alter von 18 Jahren oder darüber kamen statistisch 93,4 Männer.
Das jährliche Durchschnittseinkommen eines Haushalts betrug 27.010 USD, das Durchschnittseinkommen der Familien betrug 35.862 USD. Männer hatten ein Durchschnittseinkommen von 22.415 USD, Frauen 18.583 USD. Das Prokopfeinkommen betrug 15.786 USD. 11,0 Prozent der Familien und 13,6 Prozent der Bevölkerung lebten unterhalb der Armutsgrenze. Davon waren 16,1 Prozent Kinder oder Jugendliche unter 18 Jahre und 15,0 Prozent waren Menschen über 65 Jahre.

## Orte im County
- Benkelman
- Haigler
- Lamont
- Max
- Parks
- Sanborn